# Gyrophaena congrua
Gyrophaena congrua – gatunek chrząszcza z rodziny kusakowatych i podrodziny rydzenic.

## Taksonomia
Gatunek ten opisany został po raz pierwszy w 1837 roku przez Wilhelma Ferdinanda Erichsona.

## Morfologia
Chrząszcz o wydłużonym ciele długości od 1,5 do 2 mm. Głowa jest czarniawa, 1,7 raza szersza niż dłuższa, zaopatrzona w wyłupiaste oczy. Barwa czułków jest żółta u nasady, ciemniejąca ku szczytom. Ich człony od piątego do dziesiątego są wyraźnie szersze niż dłuższe, przy czym piąty jest dwukrotnie szerszy niż dłuższy. Przedplecze jest rudożółte z rozległym zabrązowieniem na dysku; powierzchnię ma bardzo wyraźnie szagrynowaną. Po bokach linii środkowej przedplecza występują zwykle szeregi punktów. Pokrywy są rudożółte z zaczernionymi zewnętrznymi kątami tylnymi. Na ich powierzchni brak jest widocznego punktowania, a w tylnych kątach obecne są jedynie bardzo delikatne ziarenka. Kolor odnóży jest żółtawy do pomarańczowego. Odwłok ma rudożółte z czarniawą przepaską przedwierzchołkową. U samca tylny brzeg szóstego tergitu ma parę krótkich ząbków pośrodku i parę dłuższych, zakrzywionych kolców po bokach.

## Ekologia i występowanie
Owad ten bytuje w owocnikach grzybów, w tym w rycerzyku czerwonozłotym, maślankach i łuskwiakach.
Gatunek palearktyczny, europejski, znany z Wielkiej Brytanii, Francji, Belgii, Holandii, Niemiec, Szwajcarii, Austrii, Włoch, Danii, Szwecji, Norwegii, Finlandii, Łotwy, Polski, Czech, Słowacji, Rumunii, Bułgarii i północnoeuropejskiej części Rosji.
Na „Czerwonej liście gatunków zagrożonych Republiki Czeskiej” umieszczony jest jako gatunek zagrożony wymarciem (EN).